# Iniistius jacksonensis
Iniistius jacksonensis is een straalvinnige vissensoort uit de familie van de lipvissen (Labridae). De wetenschappelijke naam van de soort is voor het eerst geldig gepubliceerd in 1881 door Ramsay.